# Ernst Schulze
Ernst Conrad Friedrich Schulze, född 22 mars 1789 i Celle, död 29 juni 1817 där, var en tysk diktare.